# Вечен мир (1686)
Вечният мир е мирен договор за поделяне на Казашкото хетманство, т. е. свободната казашка земя в днешна Украйна. Сключен на 26 април стар стил (6 май) в Москва между Руското царство и Полско-литовската държава.

## Значение
Споразумението осигурява териториално на Руското царство – Смоленск, Левобрежна Украйна с Киев, Запорожието и Северската земя с Чернигов и Стародуб.
С оглед на последиците то е най-вече изгодно за Русия, отваряйки ѝ пътя за победа във Великата северна война от 1700 – 1721 г. Русия се присъединява и към антитурската Свещена лига (1684) след неуспешната за османците битка при Виена. С което се намесва в решаването на т.нар. източен въпрос, посредством последвалите руско-турски войни. С последвалия Константинополски мирен договор (1700) установява дипломатически отношения с Османската империя. 

## Последици
Санкт Петербург става нова руска имперска столица. С и след издигането на Руската империя се пристъпва към трите подялби на Полша. Русия решава като цяло в своя полза източния въпрос с Ункярискелесийския договор и въпреки загубата си в Кримската война, успява да се договори със споразумение за Проливите за черноморските проливи, които да останат ведно с Константинопол под руски контрол, с оглед свободен достъп на ВМС на Русия до Средиземно море и световния океан.
Вечният мир е изключително постижение на руската дипломация, с оглед на последиците и решаването на основната геополитическа задача пред Русия до XX век – свободен излаз и достъп на руския военноморски флот до водите на световния океан. 